# Mormintele comune de la Tatarka
Mormintele comune de la Tatarka au fost descoperite în aprilie – august 1943, în timpul celui de-al doilea război mondial, de către trupele române aliate ale Axei care controlau Transnistria, pe un teren de 1000 m2 în Tatarka, acum Prîlîmanske, în raionul Odesa, lângă Odesa. 
Au fost identificate aproximativ 42 de morminte comune, conținând în total între 3.500 și 5.000 de cadavre, dintre care 516 au fost exhumate, studiate și îngropate într-un cimitir înainte ca regiunea să devină front. Comisia înființată de autoritățile române pentru investigarea acestor morminte a raportat că printre morți s-au numărat persoane arestate în RASS Moldovenească între anii 1938-1940 și din Basarabia și nordul Bucovinei în 1940-1941.

## Informații generale
România s-a alăturat operațiunii Barbarossa la 22 iunie 1941 pentru a revendica Basarabia și Bucovina de Nord, care fuseseră ocupate de Uniunea Sovietică în iunie 1940. Transnistria, teritoriul dintre Nistru și Bugul de Sud, a fost cucerită de Puterile Axei și controlat în perioada 19 august 1941 – 29 ianuarie 1944. România a administrat teritoriul ca un guvernorat, cu capitala administrativă la Odesa.
Din primăvară până în iunie 1943, în Tatarka, un grup de specialiști din Odesa a inspectat o serie de terenuri de 1000 m2, unde a găsit un număr mare de cadavre. Grupul a inclus dr. C. Șapocikin, șef adjunct al Direcției Medical-Sanitară a Guvernului Transnistriei, N. Grubianu, administratorul secției de dezinfecție, docentul Ivan Fidlovschi, șeful expertizei medico-juridice, și Grigore Tătarciuc, reprezentantul jandarmilor biroului pretorial Odesa. Grupul a raportat că acestea erau rămășițele victimelor represiunilor NKVD din anii 1938-1940 și ale unor deportați din Basarabia și Bucovina de Nord, împușcați de sovietici pentru că nu-i mai puteau transporta. Pentru a facilita putrefacția, lotul a fost acoperit cu excremente de animale. La începutul lunii mai, autoritățile române au organizat o vizită a oficialilor străini (inclusiv a consulului italian), cărora li s-au arătat cadavrele descoperite în mormintele comune.

Un raport român de informații din 1 iunie 1943, semnat de locotenent-colonelul Traian Borcescu, a declarat că: 
„Pe lotul numit Spolka, situat la 7 km de calea ferată Odesa–Ovidiopol, între suburbia Tatarka [din Odesa] și aerodromul, au fost găsite morminte comune ale victimelor NKVD. Lucrările pentru dezgroparea cadavrelor au început la 22 aprilie 1943 și au fost efectuate de Serviciul militar pretorial din Odesa. [. . . ] Din declarația locuitorilor din vecinătatea locului, rezultă că trupele NKVD aduceau cadavrele în timpul nopții pe o cale ascunsă și le aruncau în mormântul comun, acoperindu-le imediat. Din aceste declarații rezultă, de asemenea, că drumul paralel cu locul era total interzis circulației și era sever păzit.”
Anchetatorii au declarat că execuțiile au crescut în ritm după 1940, odată ce Basarabia și Bucovina au fost ocupate de URSS. „Ioan Halip, Grigore Tatarcu și Alexandr Ivanov, din Basarabia și Bucovina, care locuiau la Odesa, și-au recunoscut printre cadavre, rudele deportate de NKVD după ocupație. [. . . ] Comisia pentru examinarea cadavrelor și stabilirea circumstanțelor în care au murit victimele a stabilit că victimele au fost în general împușcate în spatele capului de la o distanță foarte mică. Vârsta execuțiilor era estimată la 2-3 ani, hainele erau caracteristice pentru cele ale locuitorilor din Basarabia și Bucovina.”
La 6 august 1943, comisia condusă de medicul legist Alexandru Birkle⁠(de)[traduceți] a prezentat un „Raport medico-legal provizoriu cu privire la investigațiile de la Tatarka”. Birkle, care era expert medical din cadrul Ministerului Justiției al României, medic șef și profesor la Institutul de Medicină Legală și Criminologie din București; a fost, de asemenea, membru al Comisiei Katyń care a studiat rămășițele găsite la locul masacrului de la Katyń organizat de sovietici și membru al comisiei internaționale de experți care a investigat masacrul din Vinița. Comisia sa a inclus ca membri pe C. Chirilă, subdirectorul sănătății în guvernoratul Transnistriei; și câte un reprezentant de la primăria Odesei, de la unitatea Jandarmeriei Române din Transnistria și de la Universitatea din Odesa. Potrivit raportului, au fost descoperite 42 de morminte comune, precum și semne ale altor 10-20. În fiecare mormânt au fost găsite în jur de 80 de cadavre. Un total de aproximativ 3.500 de cadavre erau înmormântate în cele 42 de morminte, iar numărul total de cadavre a fost estimat la 5.000. Morții erau în majoritate germani, români, bulgari și armeni. La acea vreme, au fost exhumate doar 516 cadavre, dintre care 486 examinate medico-legal, cu următoarele concluzii:
- Cauza morții: împușcat în partea superioară a spatelui craniului, în câteva cazuri, în partea inferioară a spatelui craniului.
- Împușcăturile au fost efecutate cu revolvere militare, calibru 7 mm și 5,5 mm de la distanța imediat apropiată.
- Cercetările medico-legale au demonstrat că vârsta cadavrelor este de 3,5–5 ani. Din studiul mai multor documente de identitate găsite, rezultă că unele dintre victime au murit acum 4,5-5 ani (cca. 1938).
- Nu s-au găsit larve de insecte, care arată că execuțiile au avut loc pe vreme rece și că cadavrele au fost îngropate imediat după împușcare.
- Procesul de putrefacție a fost încetinit din cauza unui număr mare de cadavre într-un singur loc.
- Dintre cele 486 de cadavre examinate, toate aveau mâinile legate la spate, cu excepția unuia, care avea doar urme de mâini legate.
- Dintre cadavrele examinate, 7 erau femei și 479 bărbați, dintre care unul era în uniformă militară. Dintre aceștia, 385 au fost îngropați, 131 încă nu.
- 43 de cadavre aveau acte de identitate (extrase din rapoarte din arestări și percheziții), care permiteau identificarea lor.
- Cei identificați au fost arestați pe teritoriul controlat de URSS (inclusiv din 1940 din Basarabia și Bucovina de Nord).
- Vârsta: 20-30 ani – 60; 30–40 ani – 189; 40-50 de ani – 186; peste 50 de ani – 81. Dintre acestea, 7 erau femei și 509 bărbați; 515 civili și un militar.[1]